# Mutua Madrileña Masters Madrid 2006
Mutua Madrileña Masters Madrid 2006 — тенісний турнір, що проходив на кортах з твердим покриттям у місті Мадрид, Іспанія з 16 жовтня . Належав до категорії ATP Masters Series, був турніром серії Мастерс Мадрид 2006 року.

## Фінальна частина

### Одиночний розряд
Роджер Федерер —  Фернандо Гонсалес 7–5, 6–1, 6–0

### Парний розряд
Боб Браян /  Майк Браян —  Марк Ноулз (тенісист) /  Деніел Нестор 7–5, 6–4